# Trixie Whitley
Trixie Whitley (Gent, 24 juni 1987) is een Belgisch-Amerikaanse muzikante.

## Biografie
Ze is de dochter van wijlen Chris Whitley.
Toen ze één jaar oud was verhuisde ze vanuit Gent, België naar New York. Na de scheiding van haar ouders keerde ze op 11-jarige leeftijd samen met haar moeder terug naar Gent en leerde ze drums spelen. Op 17-jarige leeftijd keerde ze op haar eentje terug naar New York waar ze 2 jaar werkte als serveerster in Brooklyn en Queens. Ondertussen leerde ze piano spelen en begon ze met eigen liedjes op te treden. In 2005 kwam ze na het overlijden van haar vader voor een korte periode terug naar Gent. In 2008 ging ze terug naar New York om een ep, gecoproduceerd door Meshell Ndegeocello, op te nemen. In 2011 is Whitley begonnen met de opnames van haar eerste album Fourth Corner.
Intussen is Whitley ook zangeres in de supergroep Black Dub, die in oktober 2009 werd opgericht door producer en muzikant Daniel Lanois, in samenwerking met Brian Blade & Daryl Johnson. In 2010 brachten ze hun eerste album uit onder de gelijknamige titel Black Dub.
Begin 2013 verscheen haar debuutsoloalbum Fourth Corner op het BMI-label. Na amper één week kreeg ze in België een gouden plaat voor haar debuutalbum, waarna ze aan een tournee door Europa begon en onder meer Pinkpop 2013 aandeed.
Haar tweede album Porta Bohemica komt in oktober 2015 meteen binnen op de 1e plaats in de Ultratop-hitlijst in Vlaanderen.
Whitley heeft 1 dochter, geboren in 2015.

## Discografie

### Albums
| Album met eventuele hitnotering(en) in de Nederlandse Album Top 100 | Datum van verschijnen | Datum van binnenkomst | Hoogste positie | Aantal weken | Opmerkingen |
| ------------------------------------------------------------------- | --------------------- | --------------------- | --------------- | ------------ | ----------- |
| Fourth corner                                                       | 11-02-2013            | 16-02-2013            | 43              | 5            |             |

| Album met hitnotering(en) in de Vlaamse Ultratop 200 albums | Datum van verschijnen | Datum van binnenkomst | Hoogste positie | Aantal weken | Opmerkingen |
| ----------------------------------------------------------- | --------------------- | --------------------- | --------------- | ------------ | ----------- |
| Fourth Corner                                               | 11-02-2013            | 16-02-2013            | 3               | 98           |             |
| Porta Bohemica                                              | 23-10-2015            | 31-10-2015            | 1 (1w.)         | 71           |             |
| Sway - Outtakes & live tracks                               | 28-10-2016            | 05-11-2016            | 17              | 19           |             |
| Lacuna                                                      | 29-03-2019            | 06-04-2019            | 6               | 12           |             |

### Singles
| Single met hitnotering(en) in de Vlaamse Ultratop 50 | Datum van verschijnen | Datum van binnenkomst | Hoogste positie | Aantal weken | Opmerkingen                 |
| ---------------------------------------------------- | --------------------- | --------------------- | --------------- | ------------ | --------------------------- |
| Need your love                                       | 17-12-2012            | 19-01-2013            | 45              | 3            |                             |
| Breathe you in my dreams                             | 22-04-2013            | 27-04-2013            | tip2            | -            |                             |
| Never enough                                         | 2013                  | 05-10-2013            | tip24           | -            | Nr. 25 in de Radio 2 Top 30 |
| Pieces                                               | 25-02-2013            | 11-01-2014            | tip29           | -            |                             |
| Soft spoken words                                    | 24-08-2015            | 31-10-2015            | 38              | 2            |                             |
| Closer                                               | 25-01-2016            | 30-01-2016            | tip9            | -            |                             |
| Salt                                                 | 23-05-2016            | 04-06-2016            | tip11           | -            |                             |
| Dangermind                                           | 24-10-2016            | 05-11-2016            | tip             | -            |                             |
| Heartbeat                                            | 27-04-2018            | 05-05-2018            | tip18           | -            |                             |
| Touch                                                | 04-01-2019            | 12-01-2019            | tip12           | -            |                             |
| Long time coming                                     | 01-03-2019            | 09-03-2019            | tip42           | -            |                             |
| Time                                                 | 28-06-2019            | 17-08-2019            | tip             | -            |                             |
| Fishing for stars                                    | 29-11-2019            | 07-12-2019            | tip42           | -            |                             |

- International Standard Name Identifier: 0000 0000 6844 7379
- Library of Congress Control Number: no2009135532
- MusicBrainz: 9207ea60-81f9-401d-af2c-940506d19452
- Virtual International Authority File: 96912727
- WorldCat: E39PBJcR6PxWyKPDwQcXxgPmh3